# Becky Sharp
Pour plus de détails, voir Fiche technique et Distribution.

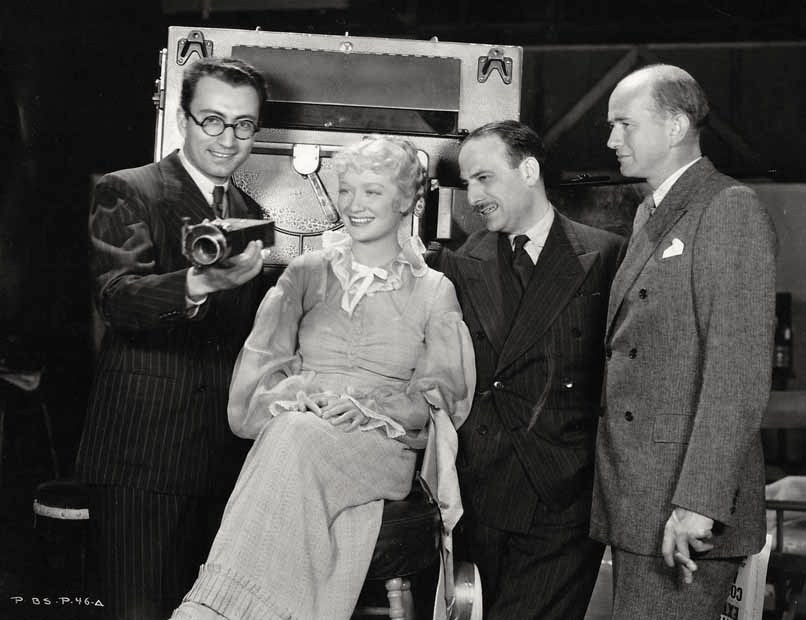
Photo de tournage, de g. à d. : Rouben Mamoulian, Miriam Hopkins, Michael Balcon (en visite) et Kenneth Macgowan

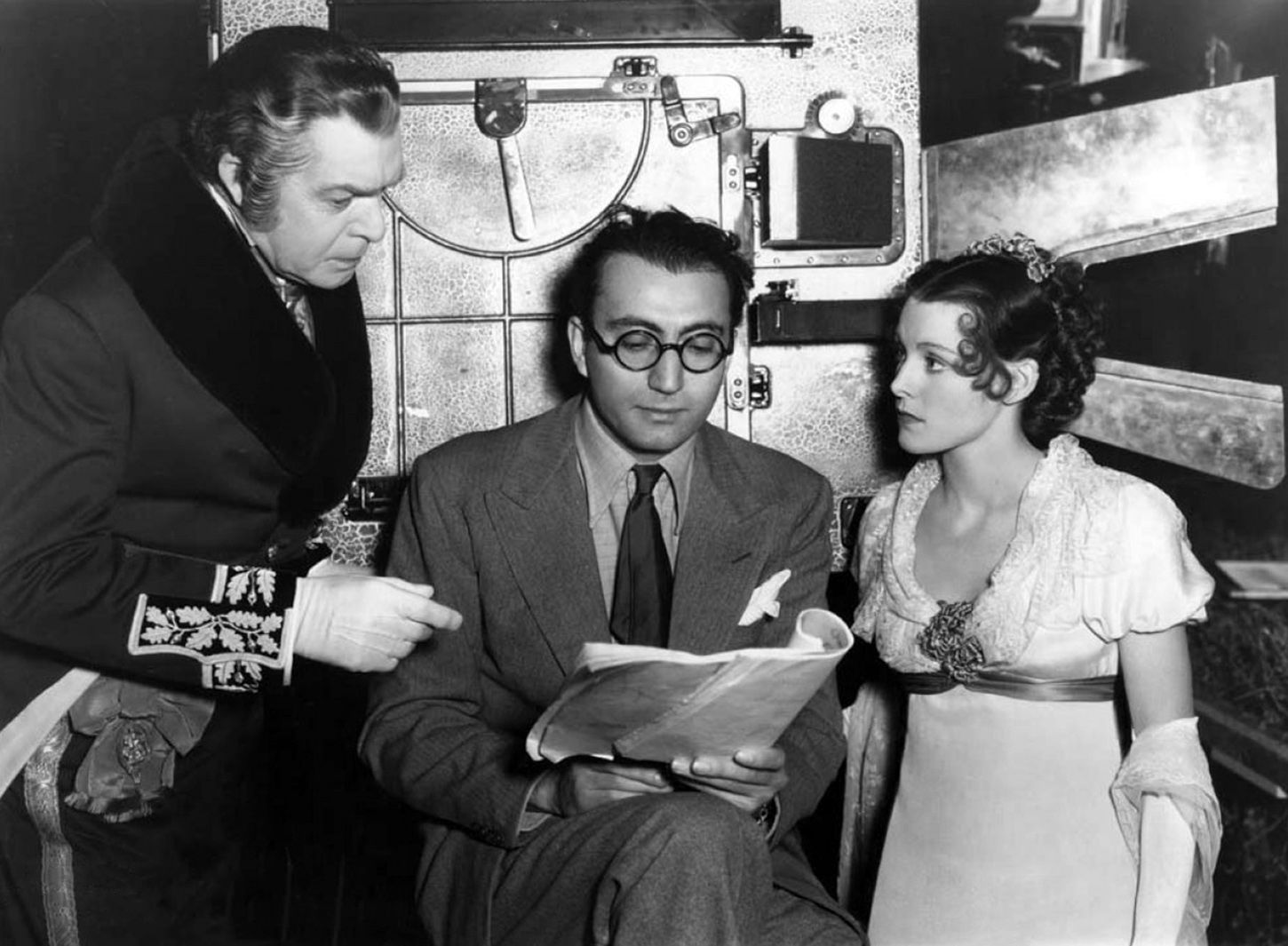
Autre photo de tournage, de g. à d. : William Faversham, Rouben Mamoulian et Frances Dee

Becky Sharp est un film américain réalisé par Rouben Mamoulian et Lowell Sherman, sorti en 1935. C'est le premier long-métrage en prise de vues réelles tourné en Technicolor trichrome.

## Synopsis
Dans l'Angleterre du XIXe siècle, Becky, une jeune orpheline aux origines modestes, rêve de grandeur. Femme érudite, refusant le statut que lui confère sa naissance, elle utilisera tous ses talents pour être acceptée au sein de la haute société britannique...

## Fiche technique
- Titre : Becky Sharp
- Réalisation : Rouben Mamoulian et Lowell Sherman
- Scénario : Francis Edward Faragoh, d'après la pièce de Langdon Mitchell (en) de 1899, adaptée du roman La Foire aux vanités de William Makepeace Thackeray
- Photographie : Ray Rennahan
- Cadreur : W. Howard Greene (non crédité)
- Musique : Roy Webb
- Directeur artistique associé : W. B. Ihnen
- Création des décors : Robert Edmond Jones
- Montage : Archie Marshek
- Production : Kenneth Macgowan, Rouben Mamoulian
- Société de distribution : RKO Pictures
- Pays de production :  États-Unis
- Langue : anglais
- Format : couleurs (Technicolor trichrome) - 35 mm - 1,37:1 - Mono
- Genre : drame
- Durée : 84 minutes
- Dates de sortie :
  - États-Unis : 13 juin 1935 (New York), 28 juin 1935 (sortie nationale)
  - France : 4 octobre 1935

## Distribution
- Miriam Hopkins (VF : Lita Recio) : Becky Sharp
- Frances Dee (VF : Arlette Verneuil) : Amelia Sedley
- Cedric Hardwicke (VF : Jean Gaudrey) : Marquis de Steyne
- Billie Burke : Lady Bareacres
- Alison Skipworth : Miss Crawley
- Nigel Bruce : Joseph Sedley
- Alan Mowbray : Rawdon Crawley
- Doris Lloyd : Duchesse de Richmond
- Charles Richman : Général Tufto
- William Faversham : Duc de Wellington
- Colin Tapley : William Dobbin
- May Beatty : Briggs
- Tempe Pigott : la femme de ménage
- Charles Coleman : Bowles
- Leonard Mudie : Tarquin
- George Hassell : Sir Pitt Crawley
- Gaston Glass (non crédité) : un officier britannique
- Pat Nixon (non créditée)

Comédiens de la version française originale : Paul Lalloz, Paul Asselin, Nicole Ray.

## Critiques et commentaires
« Becky Sharp est la première réalisation complète d'images en couleurs. Ce sera un plaisir que de se rendre compte de la sûreté des procédés nouveaux en ce genre de production dont le premier exemplaire fut La Cucaracha. Outre le fait d'être en couleurs vivantes, ce film est de grande valeur. Il est une adaptation du roman Vanity Fair de William Makepeace Thackeray. L'une des scènes en couleurs les plus réussies est celle du grand bal militaire où Becky prend une part considérable. Le film nous montre ce que peut faire une femme avec sa beauté pour arriver à monter dans l'échelle sociale. Première à Montréal, au cinéma Palace, le 26 juillet 1935. Le film restera à l'affiche une semaine. »

## Autour du film
- Il s'agit du premier long métrage tourné en Technicolor trichrome. Cependant, un précédent long métrage en couleur est sorti en 1922, mais en Technicolor bichrome : Fleur de Lotus.
- Lowell Sherman commença le film mais mourut en décembre 1934, il fut remplacé par Rouben Mamoulian.
- À noter dans un petit rôle (non crédité) : Pat Nixon, future première dame des États-Unis.

## Distinctions
- Sélectionné à la Mostra de Venise 1935
- Oscars 1936 : Nomination à l'Oscar de la meilleure actrice pour Miriam Hopkins